# Transporter opancerzony

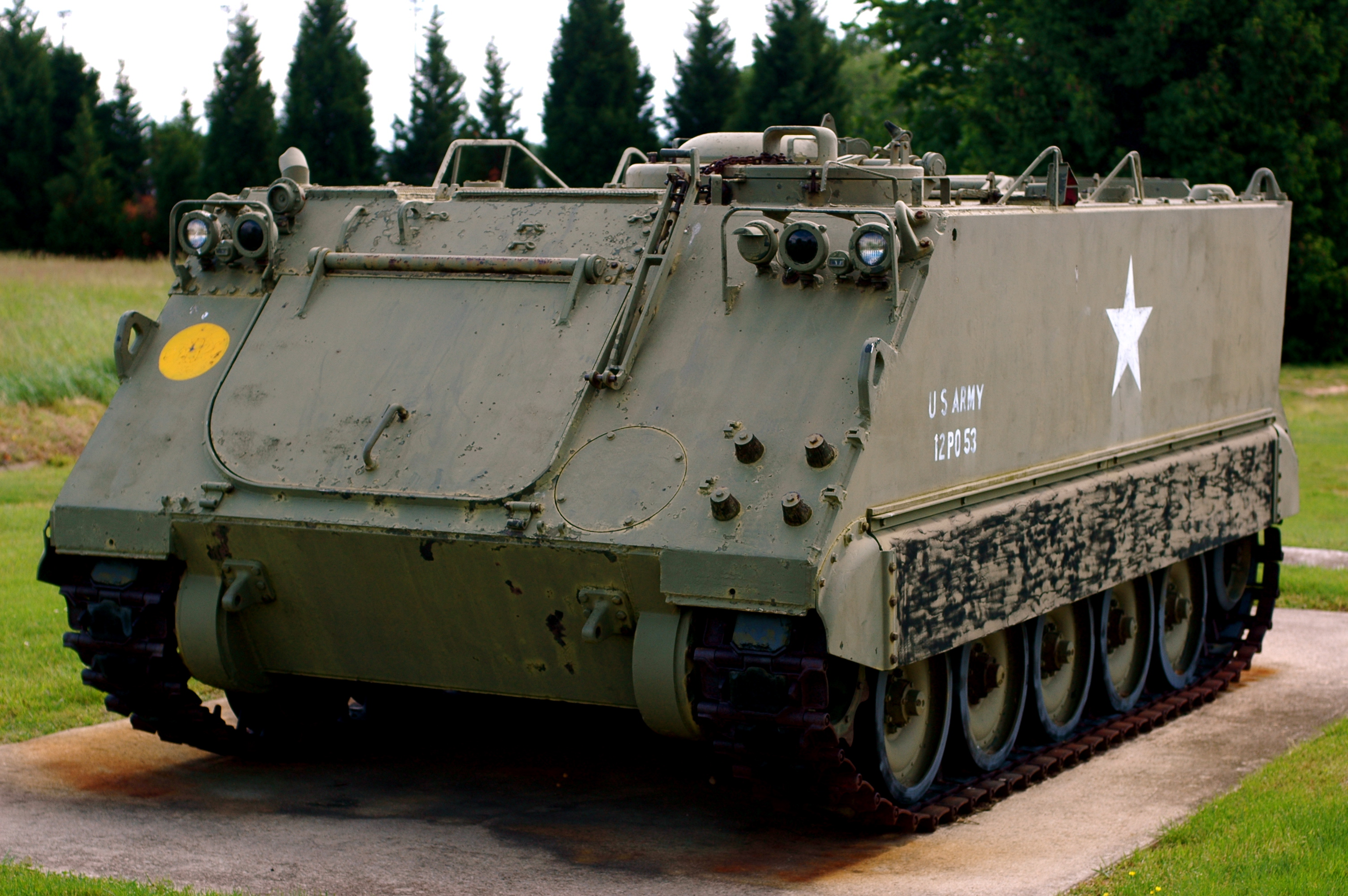
Transporter opancerzony M113 produkcji amerykańskiej

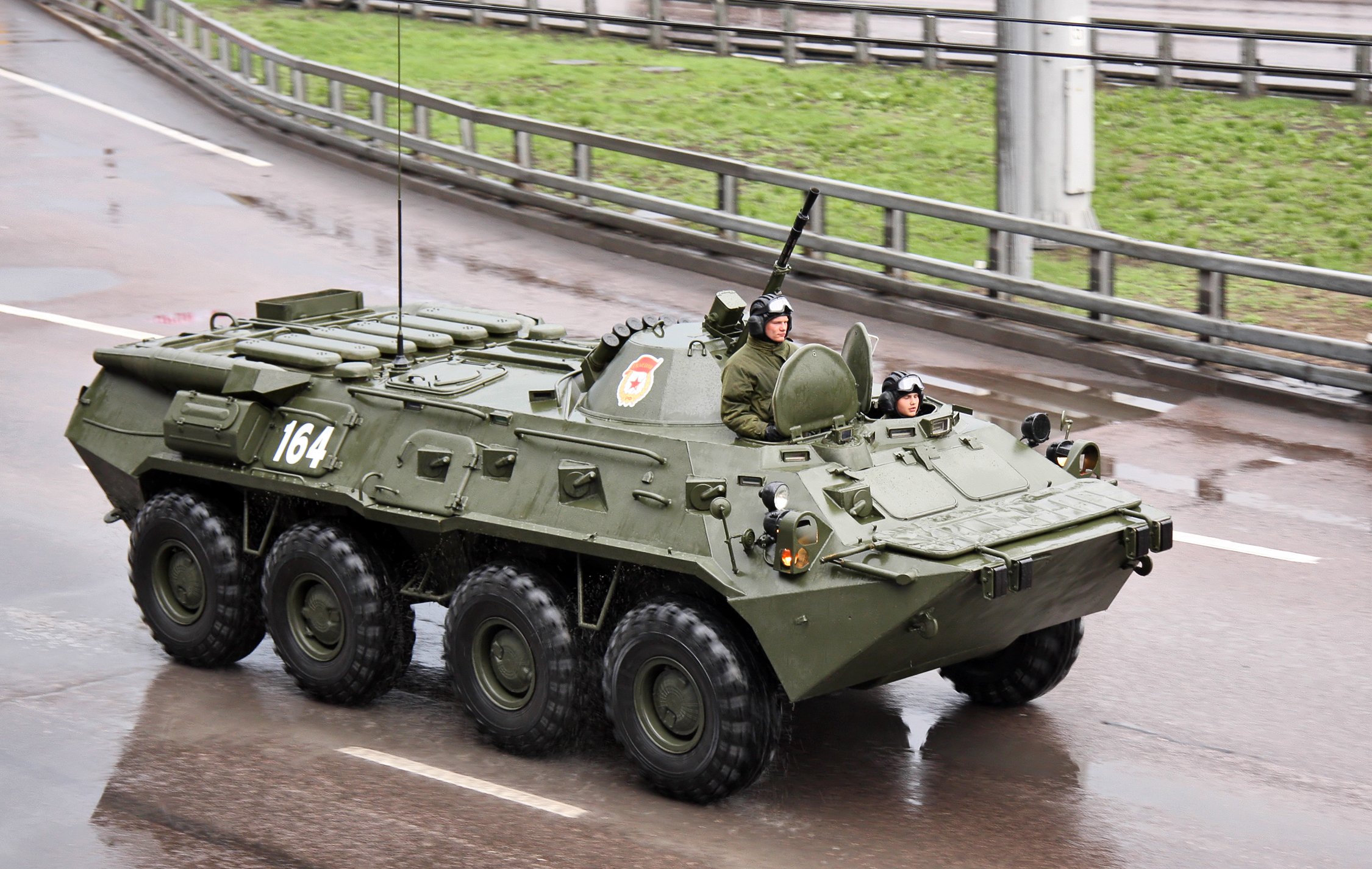
Rosyjski transporter opancerzony BTR-80

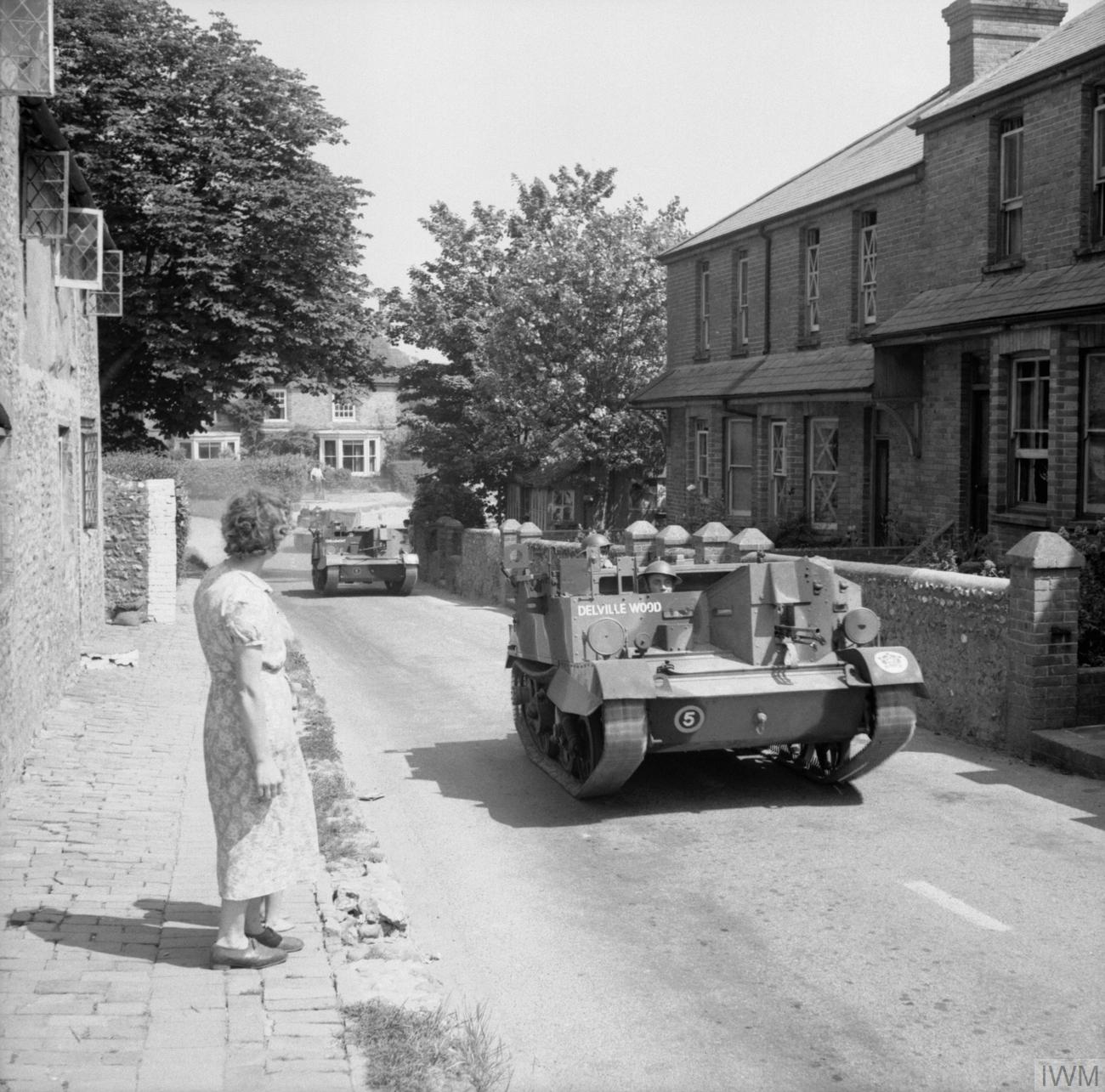
Brytyjskie pojazdy Universal Carrier podczas II wojny światowej

Transporter opancerzony – opancerzony wóz bojowy służący do transportu piechoty i sprzętu na polu walki, a w ograniczonym zakresie do wsparcia ogniowego piechoty. Jest słabiej uzbrojony i opancerzony od bojowego wozu piechoty, o podobnym przeznaczeniu, lecz służącego ponadto do wsparcia ogniowego piechoty w walce.

## Historia
Pierwsze transportery opancerzone pojawiły się podczas I wojny światowej, w postaci pozbawionych uzbrojenia czołgów. Ich użycie nie wykraczało jednak poza próby. Transportery opancerzone jako wyspecjalizowane pojazdy budowane seryjnie pojawiły się tuż przed II wojną światową i upowszechniły się podczas tej wojny. Podstawowymi pojazdami były półgąsienicowe, odkryte: niemieckie Sd.Kfz.251 i amerykańskie Halftrack. Po II wojnie światowej nasycenie armii transporterami opancerzonymi znacznie się zwiększyło. Podstawowe konstrukcje z tego okresu – to amerykański M113 (gąsienicowy) i radziecki BTR-60 (kołowy). W latach 70. i 80. XX wieku transportery opancerzone zostały w znacznej części wyparte z pierwszej linii działań wojennych, przez znacznie lepiej od nich uzbrojone i opancerzone oraz o lepszych własnościach terenowych, gąsienicowe bojowe wozy piechoty, bardziej odpowiednie do współpracy z czołgami.
Tendencja do zastępowania kołowych pojazdów przez gąsienicowe nie okazała się jednak trwała, gdyż pod koniec XX wieku dostrzeżono zalety pojazdów kołowych, które są szybsze, tańsze w eksploatacji i mogą korzystać podczas pokoju z dróg publicznych, jak również lepiej chronią załogę przy wybuchu min, stosowanych w konfliktach nieregularnych. Zaczęto jednak większą wagę przywiązywać do ochrony, zwiększając opancerzenie, co doprowadziło do powstania ciężkich pojazdów tego typu. 

## Konstrukcja i zadania
Transportery opancerzone budowane są zarówno jako terenowe pojazdy kołowe oraz jako gąsienicowe; w okresie II wojny światowej budowano transportery półgąsienicowe. Liczne konstrukcje tego typu są pojazdami amfibijnymi, mogącymi pływać w wodzie. Wczesne transportery opancerzone były najczęściej odkryte od góry. Od lat 60. budowane są jedynie konstrukcje zakryte, z reguły wyposażone także w systemy ochrony wnętrza przed bronią masowego rażenia (urządzenie filtrowentylacyjne). Pancerz transporterów opancerzonych chroni zwykle przed pociskami broni strzeleckiej i odłamkami pocisków artyleryjskich. Transportery opancerzone zabierają zwykle oprócz załogi (kierowca i dowódca) od 8 do kilkunastu żołnierzy desantu. Najpowszechniejszym sposobem załadunku i wyładunku desantu są drzwi z tyłu kadłuba oraz włazy w dachu, rzadziej stosowane są drzwi lub włazy boczne.
Dawniej transportery opancerzone uzbrajane były tylko w karabiny maszynowe, na stanowiskach otwartych lub chronionych tarczą pancerną albo w obrotowych wieżyczkach. Stosowano kaliber od 7,62 mm do 14,5 mm, najczęściej 12,7 mm. Dawniej i obecnie, otwory w ścianach bocznych umożliwiały desantowi prowadzenie ognia także karabinkami desantu z wnętrza pojazdu.
Według traktatów międzynarodowych, transportery uzbrojone w działka szybkostrzelne kalibru od 20 mm winny być klasyfikowane jako bojowe wozy piechoty. Niemniej, niemal każdy nowy model transportera opancerzonego, prócz wersji wąsko wyspecjalizowanych, nabywany jest obecnie z taką armatą. W przypadku większych kalibrów jest to korzystne, jeśli umożliwia użycie także amunicji programowalnej. Kołowe bojowe wozy piechoty przy tym na ogół w siłach zbrojnych bywają klasyfikowane jako transportery opancerzone (np. KTO Rosomak w Polsce lub Pandur II w Czechach). Jednocześnie wciąż uznaje się je za zasadniczo nieprzeznaczone do pierwszej linii, poza konfliktami asymetrycznymi, jako zbyt lekko opancerzone, przy tym jeśli kołowe, na ogół znacznie mniej mobilne w terenie od pojazdów gąsienicowych. Doświadczenia z konfliktów asymetrycznych spowodowały jednak w XXI wieku trend do wzmacniania opancerzenia transporterów opancerzonych dla zabezpieczenia przynajmniej przed wielkokalibrowymi karabinami maszynowymi kalibru 14,5 mm.
Wyspecjalizowanymi odmianami transporterów opancerzonych są wersje techniczne, ewakuacji medycznej, wozy dowodzenia i zwiadu, nośniki moździerzy lub większych kalibrów armat i rakietowych systemów przeciwczołgowych lub przeciwlotniczych.

## Ciężkie transportery opancerzone

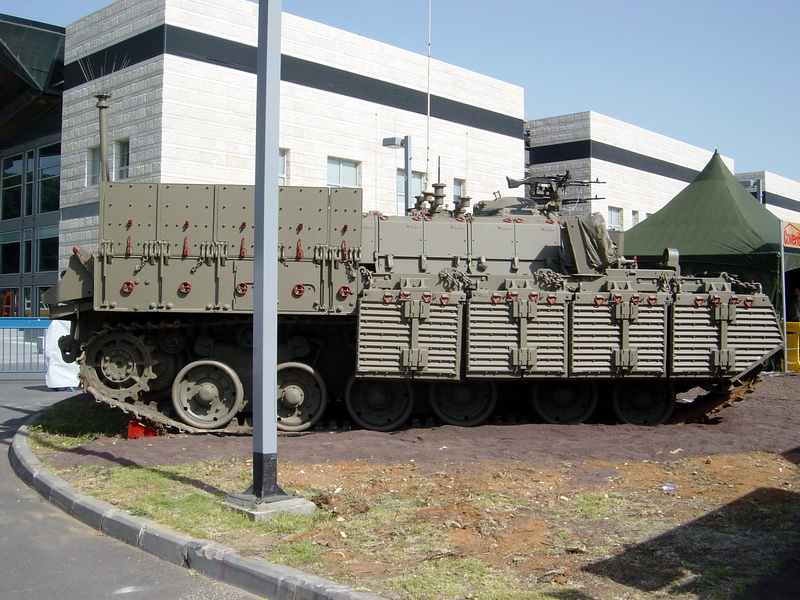
Izraelski ciężki transporter Nakpadon, na bazie starego czołgu Centurion (A41)

Ciężkie transportery piechoty najpierw powstawały na bazie długo pozostających w rezerwie, starszych modeli czołgów  - przykład transportera Achzarit Sił Lądowych Izraela, następnie rosyjskiego BTR-T, powstałych na bazie starych T-55. Ostatnio zamawiane są także konstrukcje bardzo nowoczesne.

## Trendy rozwojowe
Zmniejszana jest wykrywalność pojazdów przez środki radiolokacyjne - przykład wersji 'M' i 'XP' polskiego Rosomaka. Następnym krokiem, w niektórych armiach już zrealizowanym, będzie wyposażanie transporterów w systemy obrony aktywnej, z sukcesem zastosowane już bojowo m.in. w trakcie operacji "Protective Edge" (interwencji Izraela w strefie Gazy, 2014). Testowane są realizacje aktywnego, zewnętrznego chłodzenia, ograniczające możliwość termicznej detekcji pojazdu, takie jak w PL-01. 